# Hypoxická hypoxie
Hypoxie je nedostatečné zásobení organismu kyslíkem z důvodu nedostatečného okysličení krve. Mohou se s ní setkat lidé pracující ve velkých nadmořských výškách tzn. zejména horolezci (znají ji pod názvem výšková nemoc) a letecký personál.
Způsobuje ji malý parciální tlak kyslíku nebo jeho malá koncentrace ve vdechovaném vzduchu. Tlak vzduchu, tudíž i parciální tlak kyslíku (pO2) s nadmořskou výškou klesá. Transport kyslíku tělem ze vzduchu v plicích až k buňkám je založena na principu difuze tzn. kyslík se pohybuje ve směru tlakového spádu. Pokud klesá parciální tlak kyslíku ve vdechovaném vzduchu, klesá zároveň tlakový spád mezi ním a buňkou a tím i množství přepravovaného kyslíku.
Odolnost člověka vůči hypoxii je u každého jiná, vrozená a nedá se ovlivnit.[zdroj⁠?!]

## Nadmořská výška z hlediska hypoxie
Atmosféru můžeme rozdělit podle reakcí organismu na pobyt ve výšce na několik pásem
- 0–2 km – indiferentní pásmo – člověk netrpí obtížemi a nemusí využívat kompenzační mechanismy
- 2–4 km – pásmo úplné kompenzace – kompenzační mechanismy (viz hypoxie) stačí pokrýt nedostatek kyslíku. Nad 3 km mohou nastat obtíže
- nad 4 km – pásmo neúplné kompenzace – kompenzační mechanismy nestačí, je nutné použít kyslíkového přístroje.
  - nad 6,5–7 km – kritická zóna – dlouhodobý pobyt není možný
  - nad 12 km – tlakový spád kyslíku je obrácený (ve volné atmosféře by kyslík nepronikal z plic do těla ale naopak), je nutné použít přetlakovou kabinu

## Příznaky hypoxie
Hypoxie probíhá ve dvou fázích:
- Euforická fáze – Podobá se lehké opilosti.(Je to ostatně totéž. Opilost je forma hystotoxické hypoxie) Dostavuje se dobrá nálada, jemné poruchy logického myšlení, ztráta sebekritičnosti, pocit tepla v obličeji, jemné poruchy barvocitu a hloubkového vidění.
- Hypoxická fáze – Podobá se těžké opilosti. Nastává úzkost, nevůle, těžké poruchy logického myšlení, motoriky, paměti. Objevují se dechové obtíže. Můžeme pozorovat cyanózu (zmodrání sliznic a kůže). Zorné pole se zužuje, nastává úplná ztráta barevného vidění. Těžká hypoxie končí bezvědomím a smrtí.

Příznaky jsou individuální, ale u každého zůstávají stejné a s věkem se nemění. Proto se letecký personál v Ústavu leteckého zdravotnictví seznamuje s hypoxií v podtlakových komorách, aby jí mohl rozpoznat a bránit se jí.

## Faktory ovlivňující hypoxii
- Výška – čím výš, tím hůř
- Rychlost výstupu – čím rychleji, tím hůř
- Doba vystavení velké výšce – čím déle, tím hůř
- Přirozená odolnost
- Fyzická zátěž – spotřebovává se kyslík – zhoršuje
- Teplota – v chladu zrychlení metabolismu – spotřebovává se kyslík – zhoršuje
- Stav výživy – při nedostatku cukru menší odolnost
- Životospráva – nedostatek spánku snižuje odolnost
- Léky, alkohol, kouření, nemoc – snižuje odolnost

## Obrana proti hypoxii
Hypoxii můžeme předcházet aklimatizací (možná jen do 6000 m, každých 1000 m zabere 1 týden), použitím kyslíkového přístroje, přetlakové kabiny, výškového a kompenzačního oděvu.
Pokud už nastane, léčí se podáním kyslíku nebo snížením výšky pod 4000 m.